# Fintan von Rheinau

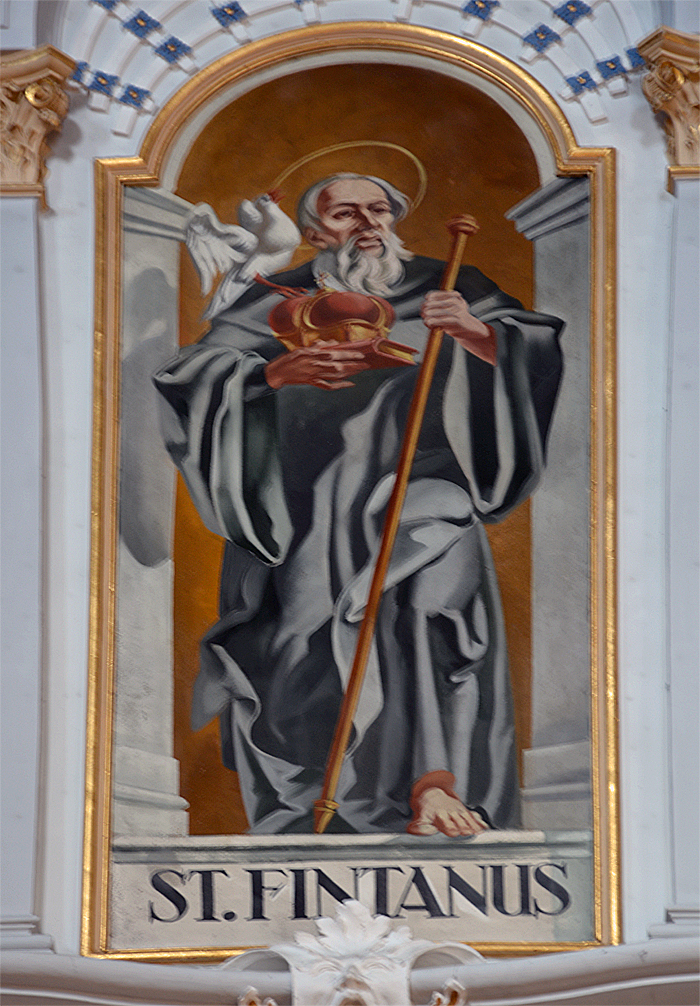
Hl. Fintan, Gemälde in der Klosterkirche Mariastein

Fintan von Rheinau (Findan, Findanus) (* 803-804 in Leinster, Irland; † 15. November 878 in Rheinau, Schweiz) war ein irischer katholischer Eremit, der sich in Rheinau niederließ. In der katholischen Kirche wird er als Heiliger verehrt.

## Leben

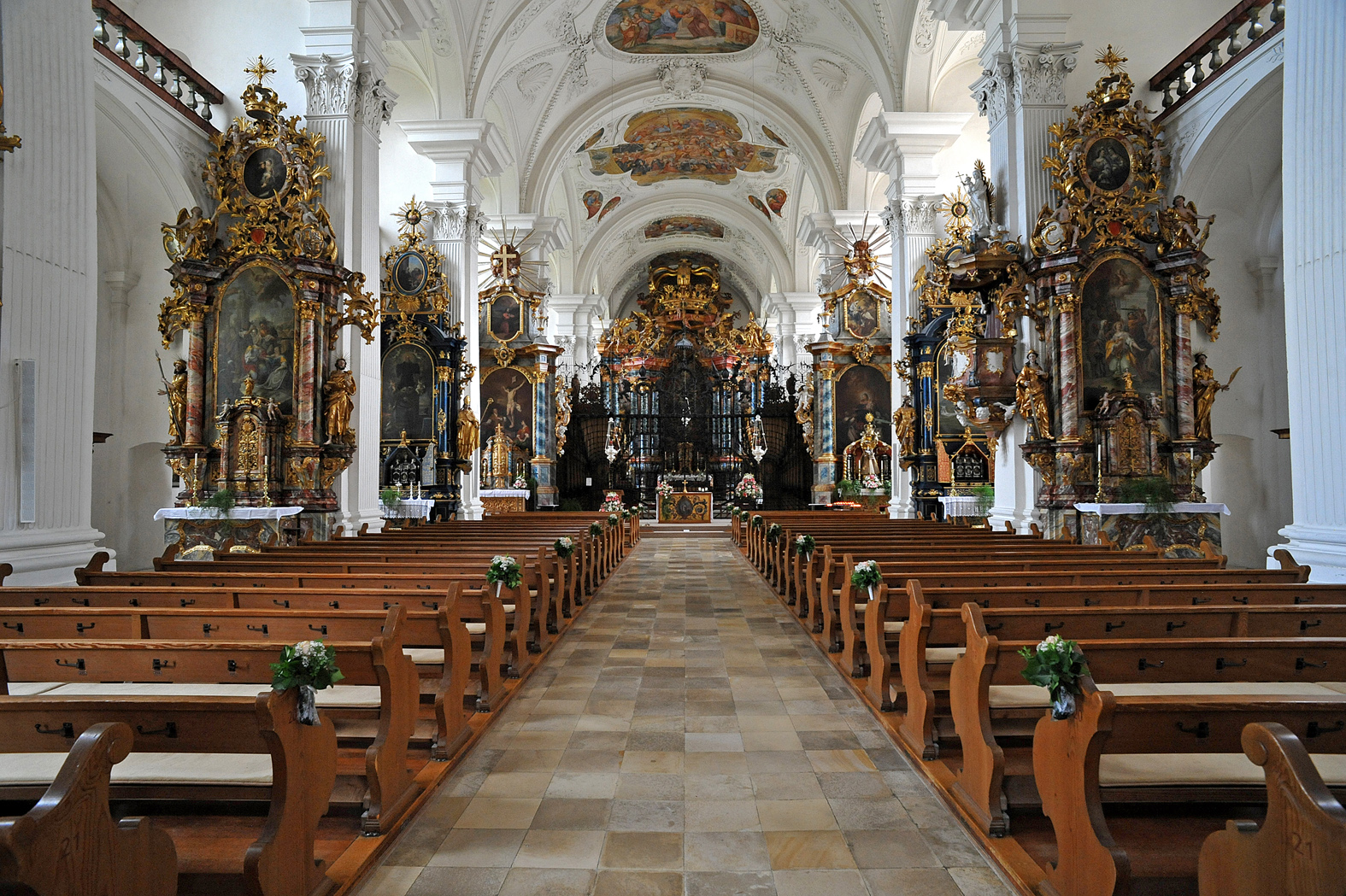
Klosterkirche Rheinau mit dem Fintanaltar (Seitenaltar links in der Mitte)

Findan verlor seine Eltern und Geschwister in internen Kriegen Irlands und durch Verschleppungen durch die Wikinger. Er selbst wurde von diesen versklavt und zu den Orkney-Inseln verschleppt, konnte aber nach Schottland flüchten. Dort blieb er zwei Jahre bei einem Bischof. Im Jahr 845 pilgerte er durch das Frankenreich nach Rom. Von dort begab er sich in das Kloster Farfa, wo er als Mönch einige Zeit lebte, dann über Rhätien nach Schwaben, bzw. in die Landgrafschaft Klettgau, wo er in den Dienst des alemannischen Adligen Wolvene trat. Dieser überredete ihn nach einigen Jahren, in sein Kloster in Rheinau als Mönch einzutreten, was er im Jahr 851 tat. Ab dem Jahr 856 lebte er dort eingemauert als Inkluse bis zu seinem Tod. Seine Gebeine werden in der Klosterkirche von Rheinau im Reliquienschrein im Fintansaltar aufbewahrt. Kurz nach seinem Ableben wurde die Vita Findani von einem Mitbruder des Klosters verfasst, sie gilt als zuverlässig. Seine Attribute in der Kirchenkunst sind eine Taube, ein Herzogshut und der Mönchshabit.